# ربات و فرانک
ربات و فرانک (به انگلیسی: Robot & Frank) فیلمی محصول سال ۲۰۱۲ و به کارگردانی جیک شرایر است. در این فیلم بازیگرانی همچون فرانک لانگلا، سوزان ساراندون، پیتر سارسگارد، جیمز مارسدن، لیو تایلر، جرمی استرانگ، جرمی سیستو، آنا گستایر و کاترین واترستون ایفای نقش کرده‌اند.